# 特拉武科新镇
特拉武科新镇，是西班牙安达卢西亚自治区马拉加省的一个市镇。 总面积59平方公里，总人口4841人（2001年），人口密度82人/平方公里。